# Trasporti dell'Olocausto dalla Slovacchia
Questa pagina riporta una lista dei trasporti dell'Olocausto dalla Slovacchia verso i campi di concentramento o gli appositi ghetti durante la seconda guerra mondiale.
La maggior parte della popolazione ebraica slovacca fu deportata in due periodi distinti: nel 1942 e nel 1944-1945. Nel 1942, con diciotto trasporti, nel campo di concentramento di Auschwitz furono portati 18.746 ebrei, mentre altri 39.000-40.000, con trentotto trasporti, nei campi di sterminio di Majdanek e Sobibór e in vari ghetti del distretto di Lublino nel Governatorato Generale. Nel 1944 e nel 1945 furono deportati ad Auschwitz 13.500 ebrei; un numero minore fu inviato nei campi di concentramento di Sachsenhausen, Ravensbrück, Bergen-Belsen e Theresienstadt. In tutto, queste deportazioni provocarono la morte di circa 67.000 degli 89.000 ebrei slovacchi.

## Contesto storico

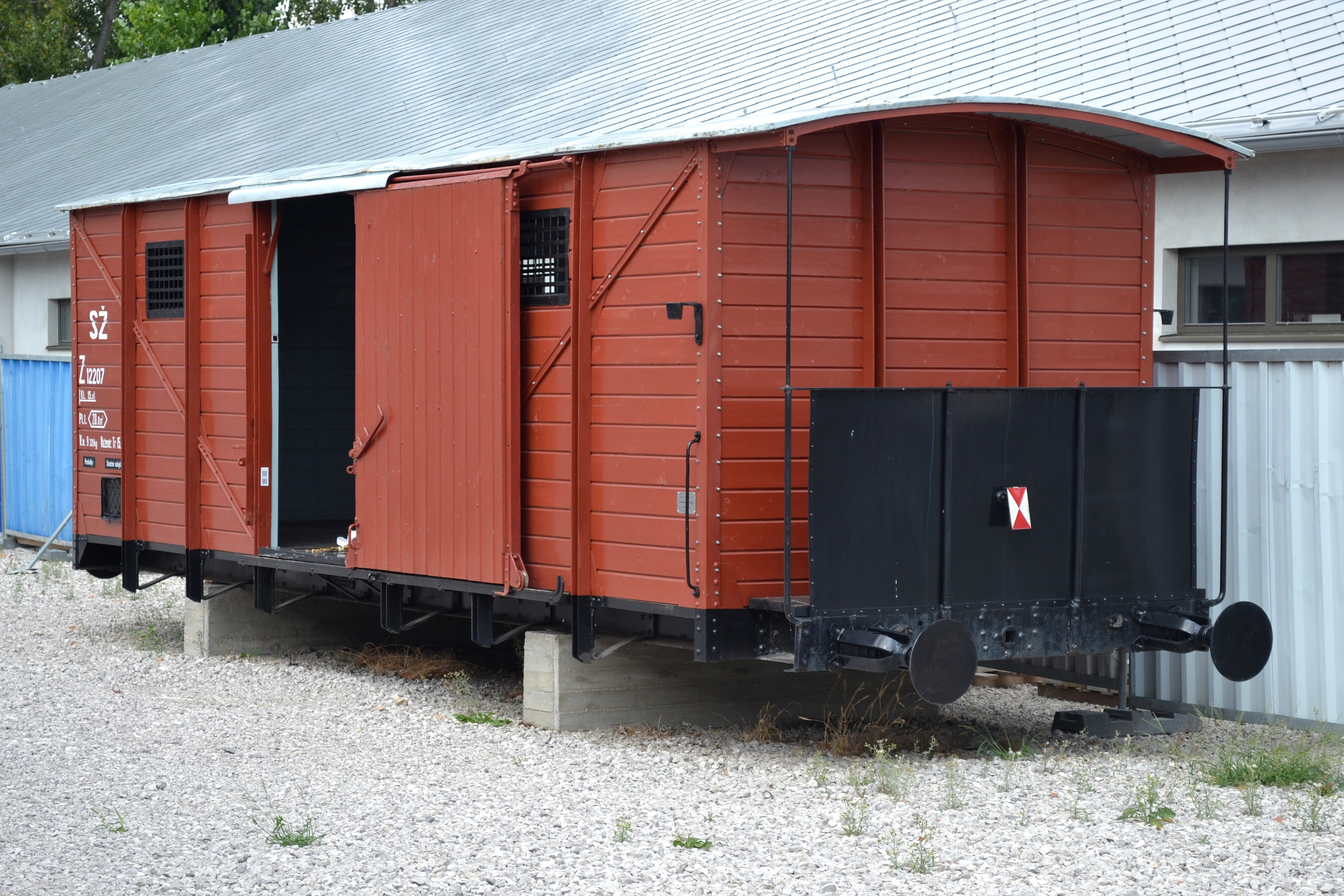
Un carro restaurato usato per il trasporto degli ebrei.

A causa della crisi politica che seguì alla conferenza di Monaco del settembre 1938, il Partito Popolare Slovacco, conservatore ed etnonazionalista, dichiarò unilateralmente l'autonomia della Slovacchia all'interno della Cecoslovacchia.
Nel novembre 1938, 7.500 ebrei (impoveriti o privi cittadinanza slovacca) furono deportati al confine ungherese. Anche se poterono ritornare dopo pochi mesi, questa fu la prova generale per le deportazioni che sarebbero iniziate nel 1942.
Il 14 marzo 1939 lo Stato slovacco dichiarò l'indipendenza, dando vita alla Repubblica Slovacca, mentre il resto del paese veniva invaso dai tedeschi, che costituirono il Protettorato di Boemia e Moravia. La politica di arianizzazione fece perdere il lavoro e le proprietà a molti ebrei, creando così un problema sociale urgente per il governo slovacco che lo "risolse" con la deportazione degli ebrei disoccupati. Inizialmente, d'accordo con il governo tedesco, la Slovacchia accettò di deportare 20.000 ebrei in età lavorativa nella Polonia occupata, pagando alla Germania nazista 500 marchi per ciascuno (presumibilmente per coprire il costo del reinsediamento). 
Questo fu il primo passo verso la deportazione pressoché totale, dato che l'espulsione dei soli lavoratori senza le loro famiglie peggiorò la situazione economica degli ebrei rimasti. Gli 89.000 ebrei presenti in Slovacchia (rilevati dal censimento del 5 dicembre 1940) diventarono l'obiettivo della persecuzione, raggiunto nel marzo 1942, quando la Slovacchia firmò un accordo con la Germania che permetteva la deportazione degli ebrei slovacchi.
Nel frattempo la Germania stava preparando la soluzione finale della questione ebraica. Nel 1939 il distretto di Lublino fu organizzato come "riserva ebraica" e nel 1942 divenne il punto di raccolta per gli ebrei provenienti dalla Germania e dalla Slovacchia. Alla fine del 1941 le Schutzstaffel iniziarono a pianificare la deportazione degli ebrei di Lublino nei campi di sterminio scelti per l'operazione Reinhard (Bełżec, Sobibór e Treblinka) per lasciare spazio agli ebrei slovacchi e tedeschi.

## 1942

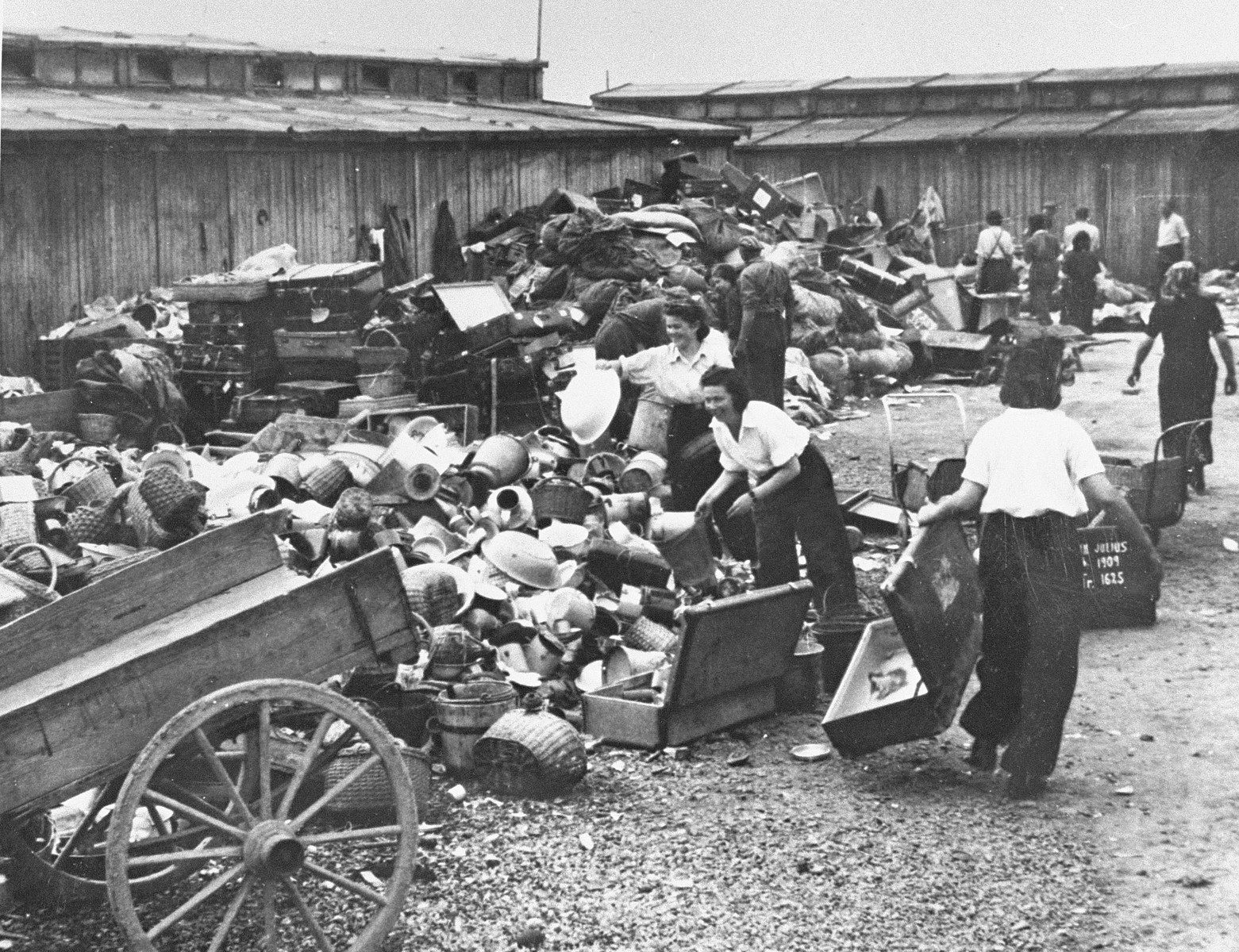
Linda Reich (al centro), deportata sul primo trasporto dalla Slovacchia, e altri prigionieri smistano i beni confiscati ai deportati dalla Rutenia dei Carpazi, 1944.

Il piano originale, approvato nel febbraio 1942 dai governi tedesco e slovacco, prevedeva la deportazione ad Auschwitz di 7.000 donne nubili di età compresa tra 16 e 35 anni e a Majdanek di 13.000 uomini celibi tra 16 e 45 anni. Il nome in codice fu Aktion David. L'ufficiale delle SS e Judenberater (consigliere per le questioni ebraiche) Dieter Wisliceny e gli ufficiali slovacchi dichiararono di garantire ai deportati un buon trattamento e la possibilità di tornare a casa, perciò molti ebrei ritennero più opportuno presentarsi piuttosto che rischiare eventuali ritorsioni contro le loro famiglie. Ma 3.000 delle 7.000 donne precettate cercarono di sottrarsi all'ordine; i metodi più comuni furono contrarre matrimoni fittizi, andare a vivere con i parenti o nascondersi tra i non ebrei. La Guardia di Hlinka faticò a raggiungere gli obiettivi prefissati: nella fase iniziale furono deportati solo 3.800 donne e 4.500 uomini. In ogni caso ciò segnò l'inizio di una nuova fase dell'Olocausto, poiché le donne slovacche furono le prime deportate ebree ad Auschwitz: con il loro arrivo si accelerò la trasformazione di Auschwitz in un campo di sterminio.
Il Dipartimento 14 dell'Ufficio economico centrale della Slovacchia organizzò i trasferimenti, mentre il ministero dei Trasporti fornì i treni speciali. I membri della Guardia di Hlinka, del Freiwillige Schutzstaffel e della gendarmeria ebbero il compito di radunare gli ebrei, di sorvegliarli nei centri di transito e di caricarli sui treni. I convogli dovevano raggiungere il confine slovacco vicino a Čadca alle ore 04:28; a Zwardoń alle 08:30 la Guardia di Hlinka li consegnava alla Schutzpolizei tedesca. L'arrivo ad Auschwitz doveva avvenire lo stesso pomeriggio, a Majdanek la mattina successiva.
Il 25 marzo 1942 il primo trasporto lasciò Poprad alle ore 20:00. Prima della partenza Wisliceny parlò alle persone dicendo che avrebbero potuto tornare a casa dopo aver terminato il lavoro. I primi deportati non sapevano cosa li aspettava e cercarono di essere ottimisti. Secondo la testimonianza dei sopravvissuti, mentre i primi due treni carichi di donne lasciavano i binari, furono cantate alcune canzoni in ebraico e slovacco.
La maggior parte delle ebree slovacche sopravvissute alla guerra facevano parte di questi primi due trasporti, poiché erano le più giovani e forti: provenivano dalla Slovacchia orientale, dove la maggior parte degli ebrei erano haredim e tendevano a sposarsi presto, mentre le donne deportate in seguito da Bratislava erano più anziane perché si sposavano più tardi o non si sposavano.
| 25–26 marzo                                                               | Poprad   | Auschwitz | 997                |
| 27 marzo                                                                  | Žilina   | Majdanek  | 1000               |
| 27–28 marzo                                                               | Patrónka | Auschwitz | 798, 1000, or 1002 |
| 28–30 marzo                                                               | Sereď    | Majdanek  | 1000               |
| 30–31 marzo                                                               | Nováky   | Majdanek  | 1003               |
| 1–2 aprile                                                                | Patrónka | Auschwitz | 965                |
| 2–3 aprile                                                                | Poprad   | Auschwitz | 997                |
| 5 aprile                                                                  | Žilina   | Majdanek  | 1495               |
| La maggior parte delle informazioni può anche essere verificata in Fatran |          |           |                    |

### I trasporti verso Lublino

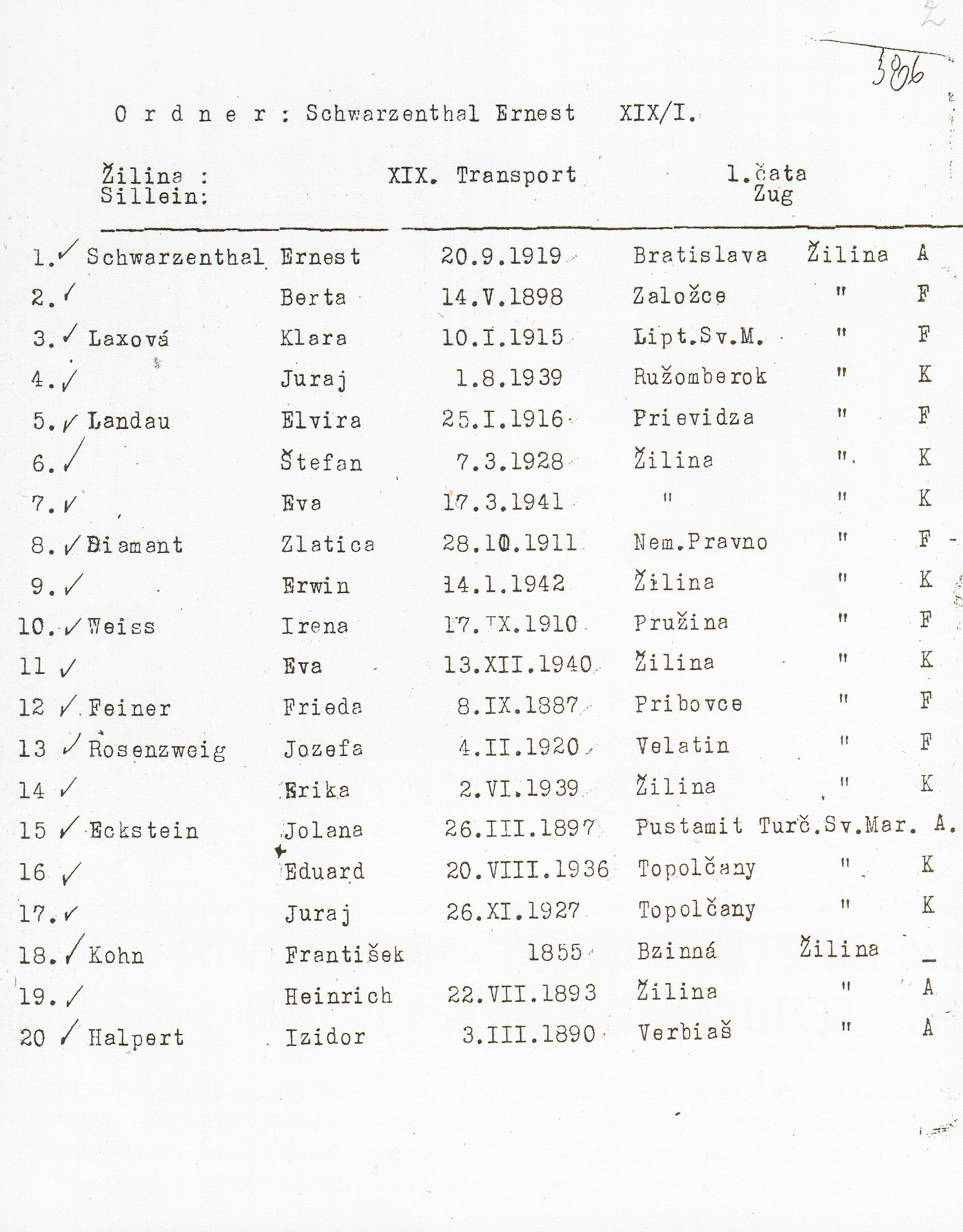
Elenco degli ebrei deportati da Žilina al campo di sterminio di Sobibór, 14 giugno 1942.

Il leader delle SS Reinhard Heydrich visitò Bratislava il 10 aprile 1942. Lì, assieme a Vojtech Tuka, decisero che le deportazioni da quel momento in poi avrebbero mirato alle famiglie intere in modo da eliminare dalla Slovacchia tutti gli ebrei. In apparenza il cambiamento serviva ad evitare la separazione delle famiglie, in realtà risolveva il problema di assistenza ai bambini e familiari anziani dei deportati.
I trasporti iniziarono l'11 aprile con destinazione distretto di Lublino. Il variare della composizione sociale dei deportati comportò una modifica ai piani delle SS, perché invece di deportare i maschi a Majdanek, ora avrebbero dovuto trovare spazio per le famiglie nei ghetti già sovraffollati della regione. I trasporti dalla Slovacchia furono la più consistente e la più duratura di tutte le deportazioni verso il distretto di Lublino.
I treni passavano per due punti di distribuzione, Nałęczów e Lublino, presidiati da un ufficiale delle SS. A Lublino normalmente avveniva un primo smistamento: gli uomini robusti venivano selezionati per il lavoro e inviati a Majdanek, il resto si indirizzava nei ghetti presenti lungo le linee ferroviarie. I treni che passavano da Nałęczów trasportavano gli ebrei verso luoghi che necessitavano maggiormente di lavoratori, di solito senza separare le famiglie. La maggior parte dei treni portava le vittime nei ghetti i cui abitanti erano stati deportati poco prima nei campi di sterminio di Bełżec o Sobibór, nell'ottica di una politica di ricambio in cui gli ebrei stranieri dovevano rimpiazzare quelli sterminati.
Gli ultimi trasporti verso il distretto di Lublino si svolsero nella prima metà di giugno 1942; dieci si fermarono a Majdanek, dove gli uomini di età compresa tra i 15 e i 50 anni furono in maggioranza selezionati per il lavoro, per proseguire verso Sobibór, dove i restanti furono uccisi.
Alle vittime veniva dato un preavviso di appena quattro ore affinché non avessero tempo per fuggire. Erano comuni le percosse e la rasatura forzata della barba, insieme alle perquisizioni invasive in cerca di oggetti di valore. Alcune guardie e funzionari accettavano tangenti promettendo l'esonero dalla deportazione, ma di solito mettevano la vittima sul treno successivo. Altri approfittavano del potere per violentare le donne. Gli ebrei potevano portare con sé solo 50 kg di oggetti personali, ma anche questi venivano spesso rubati. Nonostante esistessero particolari esenzioni che dovevano garantire l'immunità ai detentori di esse, le autorità locali a volte li deportavano comunque.
La maggior parte dei gruppi rimasero nei ghetti di Lublino per poco tempo prima di essere nuovamente spostati nei campi di sterminio. Diverse migliaia di deportati finirono nei campi di lavoro situati nel distretto di Lublino come Poniatowa, Końskowola e Krychów: a sorpresa, in poco tempo riuscirono a mettersi in contatto con gli ebrei rimasti in Slovacchia, cosa che incentivò l'impegno della Resistenza slovacca nell'aiutarli.
Il destino degli ebrei deportati dalla Slovacchia fu segnato dall'operazione Reinhard, così come quello degli ebrei polacchi. Degli 8.500 uomini che si stima siano stati deportati a Majdanek, nel luglio 1943 erano ancora vivi solo 883; poche altre migliaia furono deportati a Majdanek dopo la liquidazione dei ghetti nel distretto di Lublino. I restanti ebrei slovacchi di Majdanek furono fucilati durante l'operazione Erntefest; l'unico gruppo significativo rimasto nel distretto di Lublino consisteva in circa 100 persone rinchiuse nel campo della Luftwaffe a Dęblin-Irena.
| Data | Partenza                                     | Destinazione        | Destinazione alternativa | Numero di deportati | Note |
| --- | -------------------------------------------- | ------------------- | ------------------------ | ------------------- | --- |
| 11–13 aprile | Trnava                                       | Lubartów/Majdanek   | Kamionka, Firlej         | 1040                | Con il primo trasporto arrivarono a Lubartów circa 900 ebrei e con il secondo 680. Furono trasferiti soprattutto a Firlej e Ostrów. |
| 14–15 aprile | Nitra                                        | Lubartów/Majdanek   | Ostrów Lubelski          | 1038                | Con il primo trasporto arrivarono a Lubartów circa 900 ebrei e con il secondo 680. Furono trasferiti soprattutto a Firlej e Ostrów. |
| 16–17 aprile | Nitra                                        | Rejowiec/Majdanek   | Trawniki                 | 1048                | A Rejowiec arrivarono circa 840 ebrei. |
| 20 aprile | Nitra                                        | Rejowiec            |                          | 1030                | |
| 21–22 aprile | Topoľčany/Sereď                              | Opole               |                          | 1001                | Dei cinque trasporti a Opole (per un totale di 4.302 deportati), solo 1.400 ebrei rimasero nel ghetto; i restanti furono inviati nei campi di lavoro della zona. |
| 27 aprile | Nové Mesto nad Váhom, Piešťany, and Hlohovec | Opole               | Poniatowa                | 1179–1382           | Dei cinque trasporti a Opole (per un totale di 4.302 deportati), solo 1.400 ebrei rimasero nel ghetto; i restanti furono inviati nei campi di lavoro della zona. |
| 5–7 maggio | Trebišov                                     | Lubartów/Majdanek   | Kamionka                 | 1040                | 841 ebrei slovacchi arrivarono a Lubartów. |
| 6–8 maggio | Michalovce                                   | Łuków               |                          | 1038                | Gli ebrei slovacchi rimasero a Łuków fino alla liquidazione del ghetto il 2 maggio 1943. |
| 7–9 maggio | Michalovce                                   | Łuków               |                          | 1040                | Gli ebrei slovacchi rimasero a Łuków fino alla liquidazione del ghetto il 2 maggio 1943. |
| 8 maggio | Michalovce                                   | Międzyrzec Podlaski |                          | 1001 o 1025         | |
| 11 maggio | Humenné                                      | Chełm               |                          | 1009                | Le SS confiscarono i bagagli dei deportati. Alcuni furono arruolati per lavorare per la Wasserwirtschaftsinspektion a Siedliszcze. Altri furono deportati nel campo di sterminio di Sobibór il 22-23 maggio. Il ghetto fu liquidato tra il 5 e il 9 novembre 1942. |
| 12 maggio | Žilina                                       | Chełm               |                          | 1002                | Le SS confiscarono i bagagli dei deportati. Alcuni furono arruolati per lavorare per la Wasserwirtschaftsinspektion a Siedliszcze. Altri furono deportati nel campo di sterminio di Sobibór il 22-23 maggio. Il ghetto fu liquidato tra il 5 e il 9 novembre 1942. |
| 13 maggio | Prešov                                       | Dęblin–Irena        |                          | 1040                | Il 15 ottobre 1942 la maggior parte degli ebrei slovacchi furono deportati nel campo di sterminio di Treblinka. Circa cento (l'ultimo gruppo significativo di ebrei slovacchi a sopravvivere nell'area di Lublino) furono trattenuti dalla Luftwaffe per lavorare nel vicino aeroporto. Il 22 luglio 1944 furono inviati a Częstochowa, dove alcune decine riuscirono a sopravvivere fino alla liberazione.       |
| 14 maggio | Prešov                                       | Dęblin–Irena        |                          | 1040                | Il 15 ottobre 1942 la maggior parte degli ebrei slovacchi furono deportati nel campo di sterminio di Treblinka. Circa cento (l'ultimo gruppo significativo di ebrei slovacchi a sopravvivere nell'area di Lublino) furono trattenuti dalla Luftwaffe per lavorare nel vicino aeroporto. Il 22 luglio 1944 furono inviati a Częstochowa, dove alcune decine riuscirono a sopravvivere fino alla liberazione.       |
| 17–20 maggio | Bardejov                                     | Końskowola          |                          | 1025 o 1028         | Nel primo trasporto a Końskowola c'erano 700 anziani e bambini. Il secondo arrivò prima del 2 giugno. A Końskowola gli ebrei slovacchi erano impiegati nel lavoro agricolo e soffrivano la fame. All'inizio di ottobre il ghetto fu liquidato. 500-1.000 artigiani furono mandati nei campi di lavoro della zona; gli ebrei rimasti furono fucilati durante i rastrellamenti o gettati nei burroni vicino a Rudy. |
| 18 maggio | Bardejov                                     | Opole               | Poniatowa                | 1015                | Nel primo trasporto a Końskowola c'erano 700 anziani e bambini. Il secondo arrivò prima del 2 giugno. A Końskowola gli ebrei slovacchi erano impiegati nel lavoro agricolo e soffrivano la fame. All'inizio di ottobre il ghetto fu liquidato. 500-1.000 artigiani furono mandati nei campi di lavoro della zona; gli ebrei rimasti furono fucilati durante i rastrellamenti o gettati nei burroni vicino a Rudy. |
| 19 maggio | Vranov                                       | Opole               | Kazimierz                | 1005                | Nel primo trasporto a Końskowola c'erano 700 anziani e bambini. Il secondo arrivò prima del 2 giugno. A Końskowola gli ebrei slovacchi erano impiegati nel lavoro agricolo e soffrivano la fame. All'inizio di ottobre il ghetto fu liquidato. 500-1.000 artigiani furono mandati nei campi di lavoro della zona; gli ebrei rimasti furono fucilati durante i rastrellamenti o gettati nei burroni vicino a Rudy. |
| 20 maggio | Medzilaborce                                 | Końskowola          |                          | 1001 o 1630         | Nel primo trasporto a Końskowola c'erano 700 anziani e bambini. Il secondo arrivò prima del 2 giugno. A Końskowola gli ebrei slovacchi erano impiegati nel lavoro agricolo e soffrivano la fame. All'inizio di ottobre il ghetto fu liquidato. 500-1.000 artigiani furono mandati nei campi di lavoro della zona; gli ebrei rimasti furono fucilati durante i rastrellamenti o gettati nei burroni vicino a Rudy. |
| 23 or 27 maggio | Sabinov/Prešov                               | Rejowiec            |                          | 1630                | A Rejowiec alcuni ebrei slovacchi lavoravano per la polizia del ghetto ebraico. Nel giugno o agosto 1942, 2.000 ebrei, per lo più slovacchi, furono deportati a Sobibór; 50-100 di loro furono poi spostati da Sobibór al vicino campo di lavoro forzato di Krychów. |
| 24 or 28 maggio | Stropkov/Bardejov                            | Rejowiec            |                          | 1022                | A Rejowiec alcuni ebrei slovacchi lavoravano per la polizia del ghetto ebraico. Nel giugno o agosto 1942, 2.000 ebrei, per lo più slovacchi, furono deportati a Sobibór; 50-100 di loro furono poi spostati da Sobibór al vicino campo di lavoro forzato di Krychów. |
| 24–25 maggio | Poprad                                       | Rejowiec            |                          | 1000                | A Rejowiec alcuni ebrei slovacchi lavoravano per la polizia del ghetto ebraico. Nel giugno o agosto 1942, 2.000 ebrei, per lo più slovacchi, furono deportati a Sobibór; 50-100 di loro furono poi spostati da Sobibór al vicino campo di lavoro forzato di Krychów. |
| 25 or 26 maggio to 30 maggio | Žilina                                       | Opole               |                          | 1000                | |
| 29 maggio | Spišská Nová Ves                             | Izbica/Majdanek     |                          | 1032 o 1052         | A Izbica gli ebrei venivano trattenuti temporaneamente in condizioni di estremo sovraffollamento prima di essere spostati nei campi di sterminio di Bełżec o Sobibór. |
| 29–30 maggio | Poprad                                       | Izbica/Majdanek     |                          | 1000                | A Izbica gli ebrei venivano trattenuti temporaneamente in condizioni di estremo sovraffollamento prima di essere spostati nei campi di sterminio di Bełżec o Sobibór. |
| 30 maggio–1 giugno | Poprad                                       | Sobibór/Majdanek    |                          | 1000                | Gli unici che andavano direttamente dalla Slovacchia verso uno dei campi di sterminio dell'operazione Reinhard. Da questo momento la politica tedesca passò dal trattenere temporaneamente gli ebrei deportati in Polonia nei ghetti allo sterminarli immediatamente. |
| 2 giugno | Liptovský Mikuláš                            | Sobibór/Majdanek    |                          | 1014                | Gli unici che andavano direttamente dalla Slovacchia verso uno dei campi di sterminio dell'operazione Reinhard. Da questo momento la politica tedesca passò dal trattenere temporaneamente gli ebrei deportati in Polonia nei ghetti allo sterminarli immediatamente. |
| 5 giugno | Bratislava/Žilina                            | Sobibór/Majdanek    |                          | 1000                | Gli unici che andavano direttamente dalla Slovacchia verso uno dei campi di sterminio dell'operazione Reinhard. Da questo momento la politica tedesca passò dal trattenere temporaneamente gli ebrei deportati in Polonia nei ghetti allo sterminarli immediatamente. |
| 7 giugno | Bratislava/Žilina                            | Sobibór/Majdanek    |                          | 1000                | Gli unici che andavano direttamente dalla Slovacchia verso uno dei campi di sterminio dell'operazione Reinhard. Da questo momento la politica tedesca passò dal trattenere temporaneamente gli ebrei deportati in Polonia nei ghetti allo sterminarli immediatamente. |
| 8 giugno | Žilina                                       | Sobibór/Majdanek    |                          | 1001                | Gli unici che andavano direttamente dalla Slovacchia verso uno dei campi di sterminio dell'operazione Reinhard. Da questo momento la politica tedesca passò dal trattenere temporaneamente gli ebrei deportati in Polonia nei ghetti allo sterminarli immediatamente. |
| 9 giugno | Zvolen/Kremnica                              | Sobibór/Majdanek    |                          | 1019                | Gli unici che andavano direttamente dalla Slovacchia verso uno dei campi di sterminio dell'operazione Reinhard. Da questo momento la politica tedesca passò dal trattenere temporaneamente gli ebrei deportati in Polonia nei ghetti allo sterminarli immediatamente. |
| 11 giugno | Nováky                                       | Sobibór/Majdanek    |                          | 1000                | Gli unici che andavano direttamente dalla Slovacchia verso uno dei campi di sterminio dell'operazione Reinhard. Da questo momento la politica tedesca passò dal trattenere temporaneamente gli ebrei deportati in Polonia nei ghetti allo sterminarli immediatamente. |
| 12 giugno | Sereď/Žilina                                 | Sobibór/Majdanek    |                          | 1000                | Gli unici che andavano direttamente dalla Slovacchia verso uno dei campi di sterminio dell'operazione Reinhard. Da questo momento la politica tedesca passò dal trattenere temporaneamente gli ebrei deportati in Polonia nei ghetti allo sterminarli immediatamente. |
| 12–13 giugno | Poprad                                       | Sobibór/Majdanek    |                          | 1000                | Gli unici che andavano direttamente dalla Slovacchia verso uno dei campi di sterminio dell'operazione Reinhard. Da questo momento la politica tedesca passò dal trattenere temporaneamente gli ebrei deportati in Polonia nei ghetti allo sterminarli immediatamente. |
| 14 giugno | Nováky/Žilina                                | Sobibór/Majdanek    |                          | 1000                | Gli unici che andavano direttamente dalla Slovacchia verso uno dei campi di sterminio dell'operazione Reinhard. Da questo momento la politica tedesca passò dal trattenere temporaneamente gli ebrei deportati in Polonia nei ghetti allo sterminarli immediatamente. |
| Due destinazioni principali indicano una selezione precedente a Lublino e l'nvio, di regola, degli uomini di età compresa tra 15 e 50 anni a Majdanek. Tutte le informazioni sono tratte da Büchler salvo diversa indicazione. La maggior parte dei dati può essere verificata anche in Fatran e Silberklang. |                                              |                     |                          |                     | |

### I trasporti verso Auschwitz

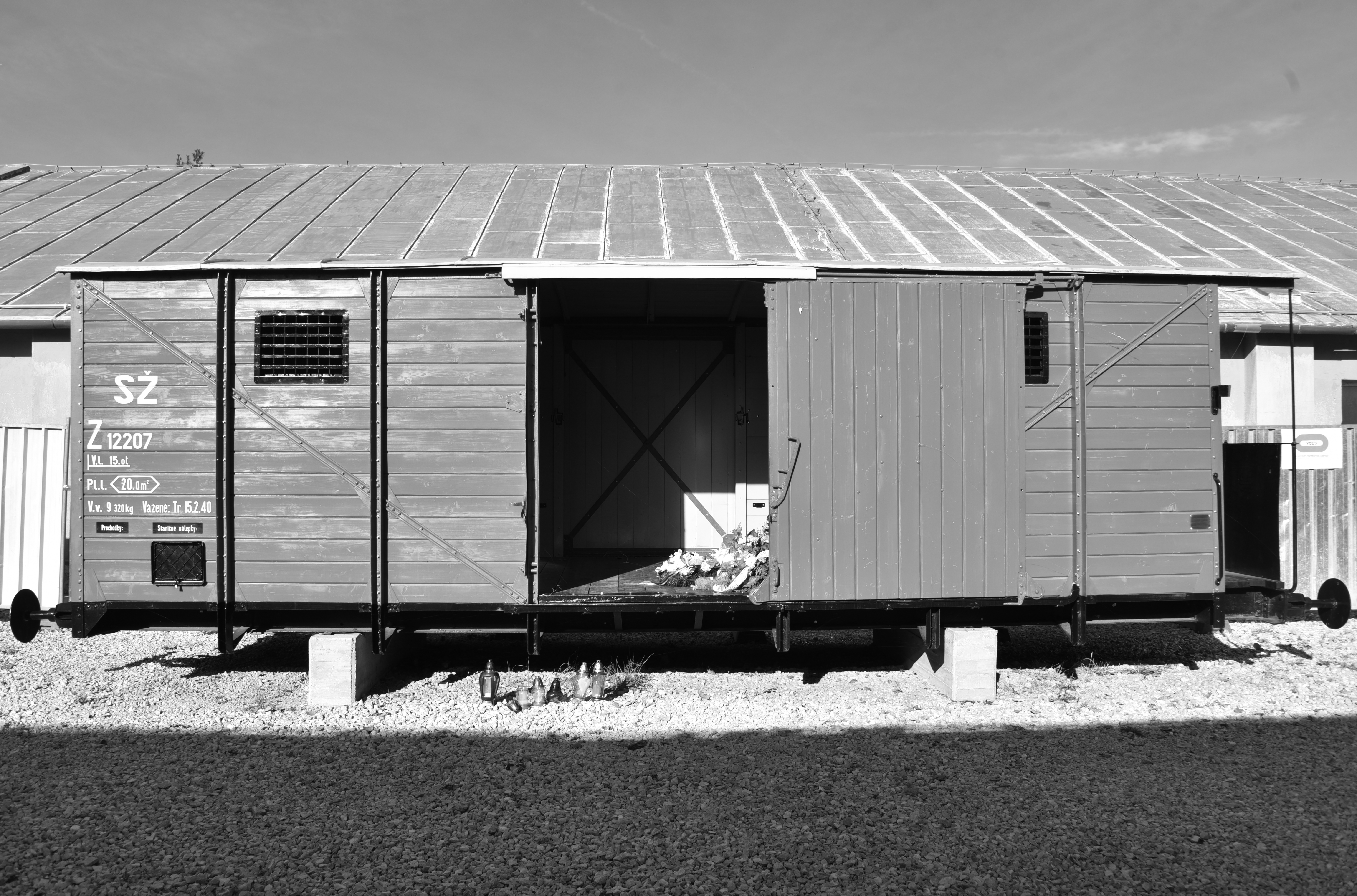
Un vagone ferroviario restaurato utilizzato per il trasporto di ebrei slovacchi. La sigla SŽ sta per Slovenské Železnice (Ferrovie slovacche).

A causa delle campagne militari sul fronte orientale, il 19 giugno 1942 le deportazioni di civili subirono una pausa. I restanti otto trasporti furono indirizzati ad Auschwitz. Il primo treno arrivò il 4 luglio, giorno in cui avvenne la prima selezione sulla rampa di Auschwitz II-Birkenau, divenuta da quel momento in poi una prassi regolare. La maggioranza dei deportati, soprattutto le madri con bambini, non veniva avviata ai lavori forzati ma uccisa nelle camere a gas. Al 1º agosto gli ebrei non esentati erano già stati per lo più deportati o erano fuggiti in Ungheria. Pertanto le deportazioni si arrestarono per sei settimane. Successivamente, tra settembre e ottobre, partirono per Auschwitz altri tre treni.
Per i primi tre mesi dopo l'arrivo del primo trasporto di marzo, quelle slovacche rimasero le uniche prigioniere ebree ad Auschwitz. A metà agosto la maggioranza fu trasferita ad Auschwitz II-Birkenau, all'epoca ancora in costruzione. Vivevano in condizioni sempre più dure e lavoravano principalmente all'aperto, motivo per cui la maggior parte morì nei primi quattro mesi. Oltre al lavoro fisico massacrante e alla fame, molte morirono di tifo o di malaria e per le esecuzioni di massa ordinate dalle SS con lo scopo specifico di contenere le epidemie: nell'ottobre 1942, per contrastare un'epidemia di tifo, le SS uccisero 6.000 prigioniere, per lo più ebree slovacche, tra cui alcune ancora in buona salute; il 5 dicembre un'altra selezione eliminò l'ultimo grande gruppo di donne ebree slovacche a Birkenau. Dei 404 uomini giunti nel campo il 19 giugno, sei settimane dopo erano ancora vivi solo 45. Alla fine del 1942 il 92% dei deportati era morto, lasciando in vita solo 500 o 600 ebrei slovacchi ad Auschwitz e nei suoi sottocampi; la metà di questi aveva raggiunto posizioni privilegiate interne all'amministrazione del campo, cosa che consentì loro di ottenere il necessario per la sopravvivenza.
| Data | partenza | N° di donne registrate | N° di uomini registrate | N° di persone uccise nelle camere a gas | Totale    | Note |
| --- | -------- | ---------------------- | ----------------------- | --------------------------------------- | --------- | --- |
| 12–13 aprile | Sereď    | 443                    | 634                     |                                         | 1077      | Questi trasporti deportavano persone non sposate, oltre a coppie senza figli.                                                             |
| 17 aprile | Žilina   | 27                     | 973                     |                                         | 1000      | Questi trasporti deportavano persone non sposate, oltre a coppie senza figli.                                                             |
| 19 aprile | Žilina   | 536                    | 46                      |                                         | 1000      | Questi trasporti deportavano persone non sposate, oltre a coppie senza figli.                                                             |
| 22–23 aprile | Poprad   | 457                    | 543                     |                                         | 1000      | Questi trasporti deportavano persone non sposate, oltre a coppie senza figli.                                                             |
| 24 aprile | Žilina   | 558                    | 442                     |                                         | 1000      | Questi trasporti deportavano persone non sposate, oltre a coppie senza figli.                                                             |
| 29 aprile | Žilina   | 300                    | 423                     | 300                                     | 1054      | Questi due trasporti furono integrati con le famiglie con bambini per raggiungere il numero.                                              |
| 19–20 giugno | Žilina   | 255                    | 404                     | 341                                     | 1000      | Questi due trasporti furono integrati con le famiglie con bambini per raggiungere il numero.                                              |
| 3–4 luglio | Žilina   | 108                    | 264                     | 628                                     | 1000      | Il primo che trasportava ad Auschwitz intere famiglie. La prima selezione sulla rampa di Birkenau e il primo gruppo ucciso nel Bunker II. |
| 10–11 luglio | Žilina   | 148                    | 182                     | 670                                     | 1000      | |
| 16–18 luglio | Žilina   | 178                    | 327                     | 459                                     | 1000      | |
| 24–25 luglio | Žilina   | 93                     | 192                     | 715                                     | 1000      | |
| 31 luglio–1 agosto | Žilina   | 75                     | 165                     | 608                                     | 848       | |
| 19 settembre | Žilina   | 71                     | 206                     | 723                                     | 1000      | L'obiettivo degli ultimi trasporti erano gli ebrei nei campi di lavoro, soprattutto i disabili mentali o fisici.                          |
| 23 settembre | Žilina   | 67                     | 294                     | 639                                     | 1000      | L'obiettivo degli ultimi trasporti erano gli ebrei nei campi di lavoro, soprattutto i disabili mentali o fisici.                          |
| 20–21 ottobre | Žilina   | 78                     | 121                     | 649                                     | 848 o 860 | L'obiettivo degli ultimi trasporti erano gli ebrei nei campi di lavoro, soprattutto i disabili mentali o fisici.                          |
| Salvo diversa indicazione, tutte le informazioni sono tratte da Büchler o da Fatran. La maggior parte dei dati può essere verificata anche in Czech. |          |                        |                         |                                         |           | |

### Riepilogo
Tra il 25 marzo e il 20 ottobre 1942 furono deportati circa 57.700 ebrei, circa i due terzi della popolazione ebraica del paese. Sessantatré treni furono organizzati da Franz Novak. Le deportazioni colpirono in special modo gli ebrei più poveri, abitanti delle aree rurali e ortodossi: se dalla regione di Šariš-Zemplín (Slovacchia orientale) fu deportato dall'85 al 90% della popolazione ebraica, nella città di Žilina dopo la prima ondata quasi la metà era ancora presente. I deportati venivano trattenuti per un breve periodo nei campi slovacchi; 26.384 Žilina, 7.500 Patrónka, 7.000 Poprad, 4.160 (o 4.463) Sereď e 4.000- 5.000 Nováky. Diciotto treni con 18.746 vittime andarono verso Auschwitz, altri trentotto trasporti con 39.000-40.000 deportati verso i ghetti e i campi di concentramento e di sterminio del distretto di Lublino. Solo poche centinaia di persone (tra 250 e 800) sopravvissero alla guerra.
Lo storico ceco Daniel Putík stima che sopravvisse solo l'1,5% (circa 280 persone) dei deportati ad Auschwitz nel 1942, mentre il tasso di mortalità nella regione di Lublino sfiorò il 100%. Grazie all'opposizione dei moderati slovacchi, i tentativi dei tedeschi e del Partito Popolare Slovacco di riprendere i trasporti nel 1943 fallirono e ci fu una sospensione di due anni.

## 1944-1945

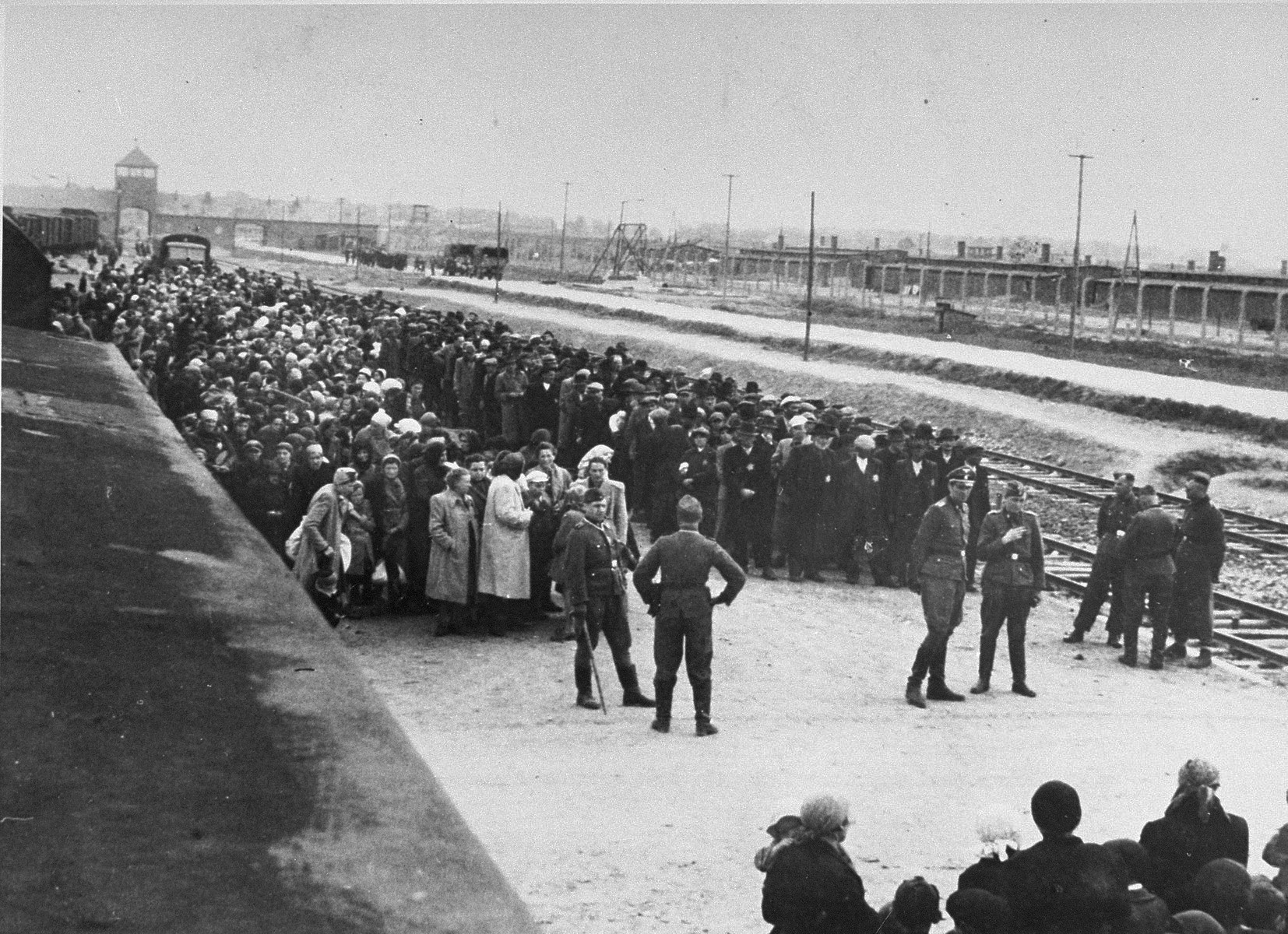
Selezione sulla rampa di Auschwitz II-Birkenau nel 1944, fotografia presa dall'album di Auschwitz.

La crescente attività partigiana in Slovacchia culminò nell'invasione tedesca del 29 agosto 1944. In risposta, i partigiani organizzarono una rivolta su larga scala, riuscendo a riconquistare gran parte della Slovacchia centrale; tuttavia, entro la fine di ottobre, gli insorti furono sconfitti.
Per deportare o uccidere i circa 25.000 ebrei rimasti in Slovacchia, fu creato l'apposito Einsatzgruppe H, aiutato da alcune forze locali, tra cui l'SS-Heimatschutz Slowakei, l'Abwehrgruppe 218 e le divisioni di emergenza della Guardia di Hlinka. La maggior parte degli ebrei esentati dalle deportazioni del 1942 risiedeva nella Slovacchia occidentale; tuttavia, dopo l'invasione, molti si rifugiarono sulle montagne. 
Lo storico slovacco Ivan Kamenec stima che furono deportati 13.500 ebrei, di cui morirono 10.000, mentre la storica israeliana Gila Fatran e la storica ceca Lenka Šindelářová ne contano 14.150, e il numero effettivo potrebbe essere più alto. Tra 6.734 e 7.936 di questi furono deportati ad Auschwitz e altri 5.000 distribuiti nei campi di Ravensbrück, Sachsenhausen, Bergen-Belsen e Theresienstadt. A Ravensbrück arrivarono 1.600 donne e bambini (soprattutto ebrei) e 478 uomini, compresi ebrei, rom e oppositori politici. 1.550-1.750 uomini (per lo più ebrei) furono deportati a Sachsenhausen, 200-300 persone furono spostate da Sereď a Bergen-Belsen, in particolare i coniugi ebrei dei matrimoni misti e alcune famiglie. A Theresienstadt furono mandati tra 1.454 e 1.467 ebrei, soprattutto anziani, orfani e donne con bambini piccoli. 200-300 prigionieri politici slovacchi furono rinchiusi a Mauthausen tra il 19 gennaio e il 31 marzo 1945.
Molti dei deportati nei campi di concentramento in Germania andavano a finire nei campi satellite, dove lavoravano principalmente nelle industrie belliche. Molti dettagli dei trasporti sono sconosciuti perché gran parte della documentazione andò distrutta e gli studiosi si avvalsero delle testimonianze dei sopravvissuti.
| Data              | Partenza    | Destinazione                               | Numero di deportati                                                           | Note |
| ----------------- | ----------- | ------------------------------------------ | ----------------------------------------------------------------------------- | --- |
| 1 settembre       | Čadca       | Auschwitz                                  | 100+                                                                          | 72 maschi e un numero imprecisato di femmine furono mandati nelle camere a gas. Nel campo furono registrati sei uomini e otto donne. |
| 5 settembre       | Čadca       | Auschwitz                                  |                                                                               | Un numero imprecisato fu inviato alle camere a gas. Nel campo sono stati registrati un uomo e due donne. |
| 20 settembre      | Sconosciuta | Auschwitz                                  | 177                                                                           | Di questo trasporto furono mandate alle camere a gas 146 persone e le restanti furono registrate. La storica israeliana Gila Fatran stima che sui tre trasport furono deportati 400 ebrei. |
| 30 settembre      | Sereď       | Auschwitz                                  | 1860                                                                          | [ 128 ] [ 129 ] |
| 3 ottobre         | Sereď       | Auschwitz                                  | 1836                                                                          | [ 129 ] [ 130 ] |
| 10–12 ottobre     | Sereď       | Auschwitz                                  | 1882 o 1890                                                                   | [ 129 ] [ 130 ] |
| 17–19 ottobre     | Sereď       | Auschwitz                                  | 862 o 920                                                                     | Furono registrate 113 donne ebree. |
| 2 novembre        | Sereď       | Auschwitz                                  | 920 o 930                                                                     | Le camere a gas di Auschwitz erano state utilizzate per l'ultima volta il giorno precedente. Tutti i deportati furono registrati nel campo senza distinzione. |
| 2–3 novembre      | Prešov      | Ravensbrück                                | 364                                                                           | Per lo più ebrei, alcuni rom. Secondo Fatran, da Prešov furono deportati circa 100 ebrei. |
| 9 novembre        | Ilava       | Germany                                    | 183                                                                           | Questo trasporto includeva anche gli ebrei, ma i prigionieri erano prevalentemente non ebrei. Secondo un funzionario tedesco, la settimana precedente da Ilava era partito un altro trasporto con 100 persone, anch'esso inviato in Germania. Secondo Fatran, in totale da Ilava furono deportati circa 100 ebrei. |
| 15 novembre       | Sereď       | Ravensbrück                                | 488                                                                           | Ebrei |
| 16 novembre       | Sereď       | Sachsenhausen, Bergen-Belsen               | 600–800 (Sachsenhausen), 100–200 (Bergen-Belsen)                              | Per lo più ebrei; c'erano alcuni Mischlinge inviati a Bergen-Belsen. |
| 28 novembre       | Prešov      | Ravensbrück                                | 53                                                                            | Donne e bambini, per lo più ebrei. |
| 2–3 dicembre      | Sereď       | Sachsenhausen, Ravensbrück, Theresienstadt | circa 580 a Sachsenhausen, 160–200 a Ravensbrück, 416 o 421 a Theresienstadt. | Ebrei e diversi prigionieri politici furono mandati a Sachsenhausen; il treno per Ravensbrück portava donne ebree; a Theresienstadt furono inviati esclusivamente ebrei. Secondo la storica slovacca Katarína Hradská, il trasporto arrivò a Theresienstadt il 23 dicembre; sopravvissero 382 deportati.           |
| 10 gennaio        | Kežmarok    | Ravensbrück                                | 47                                                                            | Donne e bambini, per lo più ebrei e alcuni rom, nonché alcuni prigionieri politici. |
| 16 January        | Sereď       | Sachsenhausen, Ravensbrück, Theresienstadt | 370 (Sachsenhausen), 260–310 (Ravensbrück), 127 o 129 (Theresienstadt)        | A Sachsenhausen furono mandati ebrei e prigionieri politici; le donne ebree finirono a Ravensbrück; gli ebrei inviati a Theresienstadt erano per lo più inabili al lavoro. Il trasporto arrivò a Theresienstadt il 19 gennaio e dei 129 deportati sopravvissero 127.                                               |
| 9–12 marzo        | Sereď       | Theresienstadt                             | 548                                                                           | Secondo Hradská, i sopravvissuti furono 546. |
| 31 marzo–7 aprile | Sereď       | Theresienstadt                             | 354                                                                           | Secondo Hradská, i sopravvissuti furono 352. |

Si stima che morirono circa 10.000 deportati. Il tasso di mortalità fu più alto nei trasporti verso Auschwitz di settembre e ottobre, dovuto principalmente alla selezione all'arrivo con l'uccisione immediata nelle camere a gas della maggior parte dei deportati. Il tasso di mortalità medio nei campi di concentramento in Germania andava dal 25 al 50%. Caso a parte è il ghetto di Theresienstadt dove 98% dei deportati sopravvisse. La mortalità a Sachsenhausen, Bergen-Belsen e Ravensbrück era dovuta allo sfruttamento del lavoro forzato e alle uccisioni più per l'inabilità al lavoro che per motivi razziali o religiosi, nonché alle marce della morte. Il numero di ebrei uccisi in Slovacchia oscilla tra diverse centinaia e duemila. Circa 10.850 sopravvissero e videro la liberazione per mano dell'Armata Rossa tra marzo ed aprile 1945.
| Destinazione                                           | N° di persone uccise                     | Totale              | Note                                                        |
| ------------------------------------------------------ | ---------------------------------------- | ------------------- | ----------------------------------------------------------- |
| Auschwitz                                              | La maggior parte                         | 6734–7936           |                                                             |
| Bergen-Belsen                                          | 30% - 50%                                | 200–300             | Pochissimi bambini deportati a Bergen-Belsen sopravvissero. |
| Ravensbrück                                            | Meno del 30%                             | Circa 2000          |                                                             |
| Sachsenhausen                                          | Minimo 25%                               | 1550–1750           |                                                             |
| Theresienstadt                                         | 2% (40 persone)                          | 1454–1467           | Hradská attribuisce le morti a cause naturali.              |
| Non deportate                                          | Da diverse centinaia fino a 2000 persone | 10850 sopravvissuti |                                                             |
| Indicazioni tratte da Putík salvo diversa indicazione. |                                          |                     |                                                             |

### Libri
- (EN) Yehuda Bauer, Jews for Sale?: Nazi-Jewish Negotiations, 1933–1945, New Haven, Yale University Press, 1994, ISBN 978-0-300-05913-7.
- (EN) Yehuda Bauer, Rethinking the Holocaust, New Haven, Yale University Press, 2002, ISBN 978-0-300-09300-1.
- (EN) Christopher R. Browning, The Origins of the Final Solution: The Evolution of Nazi Jewish Policy, September 1939–March 1942, Lincoln, University of Nebraska Press, 2007, ISBN 978-0-8032-0392-1.
- (EN) Danuta Czech, Auschwitz Chronicle, 1939–1945, New York, H. Holt, 1997, ISBN 978-0-8050-5238-1.
- (SK) Gila Fatran, Boj o prežitie, Bratislava, Múzeum židovskej kultúry, 2007, ISBN 978-80-8060-206-2.
- (EN) Tuvia Friling, Istanbul 1942-1945: The Kollek-Avriel and Berman-Ofner Networks, in Secret Intelligence and the Holocaust: Collected Essays from the Colloquium at the City University of New York Graduate Center, New York, Enigma Books, 2006,  pp. 105-156, ISBN 978-1-929631-60-5.
- (EN) Raul Hilberg, The Destruction of the European Jews, vol. 2, 3ª ed., New Haven, Yale University Press, 2003  [1961], ISBN 978-0-300-09592-0.
- (DE) Barbara Hutzelmann, Einführung: Slowakei, in Barbara Hutzelmann, Mariana Hausleitner, Souzana Hazan (a cura di), Slowakei, Rumänien und Bulgarien, Die Verfolgung und Ermordung der europäischen Juden durch das nationalsozialistische Deutschland 1933–1945, vol. 13, Munich, De Gruyter, 2018,  pp. 18-45, ISBN 978-3-11-036500-9.
- (EN) Ivan Kamenec, The Deportation of Jewish Citizens from Slovakia in 1942, in Wacław Długoborski, Dezider Tóth, Teresa Świebocka, Jarek Mensfelt (a cura di), The Tragedy of the Jews of Slovakia 1938–1945: Slovakia and the "Final Solution of the Jewish Question", traduzione di Jarek Mensfelt, Oświęcim, Banská Bystrica, Auschwitz-Birkenau State Museum and Museum of the Slovak National Uprising, 2002  [1992],  pp. 111-139, ISBN 978-83-88526-15-2.
- (EN) Ivan Kamenec, On the Trail of Tragedy: The Holocaust in Slovakia, traduzione di Martin Styan, Bratislava, Hajko & Hajková, 2007  [1991], ISBN 978-80-88700-68-5.
- (EN) Ivan Kamenec, The Slovak state, 1939–1945, in Mikuláš Teich, Dušan Kováč, Martin D. Brown (a cura di), Slovakia in History, Cambridge, Cambridge University Press, 2011,  pp. 175-192, DOI:10.1017/CBO9780511780141, ISBN 978-1-139-49494-6.
- (EN) Peter Longerich, Holocaust: The Nazi Persecution and Murder of the Jews, Oxford, Oxford University Press, 2010, ISBN 978-0-19-280436-5.
- (EN) Livia Rothkirchen, Holocaust Encyclopedia, a cura di Walter Laqueur, Judith Tydor Baumel, New Haven, Yale University Press, 2001,  pp. 595–600, ISBN 978-0-300-08432-0.
- (EN) David Silberklang, Gates of Tears: the Holocaust in the Lublin District, Jerusalem, Yad Vashem, 2013, ISBN 978-965-308-464-3.
- (DE) Lenka Šindelářová, Finale der Vernichtung: die Einsatzgruppe H in der Slowakei 1944/1945, Darmstadt, Wissenschaftliche Buchgesellschaft, 2013, ISBN 978-3-534-73733-8.
- (SK) Peter Sokolovič, Hlinkova Garda 1938 – 1945 (PDF), Bratislava, National Memory Institute, 2013, ISBN 978-80-89335-10-7.
- (EN) James Mace Ward, Priest, Politician, Collaborator: Jozef Tiso and the Making of Fascist Slovakia, Ithaka, Cornell University Press, 2013, ISBN 978-0-8014-6812-4.
- (EN) Gai Miron, Shlomit Shulhani (a cura di), The Yad Vashem Encyclopedia of the Ghettos During the Holocaust, vol. 2, Jerusalem, Yad Vashem, 2009,  pp. 550-552, ISBN 978-965-308-345-5.

### Pubblicazioni
- (EN) Yehoshua Büchler, The deportation of Slovakian Jews to the Lublin District of Poland in 1942, in Holocaust and Genocide Studies, vol. 6, n. 2, 1991,  pp. 151-166, DOI:10.1093/hgs/6.2.151, ISSN 8756-6583 (WC · ACNP).
- Yehoshua Büchler, First in the Vale of Affliction: Slovakian Jewish Women in Auschwitz, 1942, in Holocaust and Genocide Studies, vol. 10, n. 3, 1996,  pp. 299-325, DOI:10.1093/hgs/10.3.299, ISSN 8756-6583 (WC · ACNP).
- (SK) Marek Danko, Internačné zariadenia v Slovenskej republike (1939–1945) so zreteľom na pracovné útvary (PDF), in Človek a Spoločnosť, vol. 13, n. 1, 2010,  pp. 1-14, ISSN 1335-3608 (WC · ACNP). URL consultato il 4 ottobre 2023 (archiviato dall'url originale il 14 dicembre 2019).
- Talia Farkash, Labor and Extermination: The Labor Camp at the Dęblin–Irena Airfield Puławy County, Lublin Province, Poland – 1942–1944, in Dapim: Studies on the Holocaust, vol. 29, n. 1, 2014,  pp. 58-79, DOI:10.1080/23256249.2014.987989.
- (EN) Gila Fatran, The "Working Group", in Holocaust and Genocide Studies, traduzione di Naftali Greenwood, vol. 8, n. 2, 1994,  pp. 164-201, DOI:10.1093/hgs/8.2.164, ISSN 8756-6583 (WC · ACNP).
- (DE) Gila Fatran, Die Deportation der Juden aus der Slowakei 1944–1945, in Bohemia: Zeitschrift für Geschichte und Kultur der Böhmischen Länder, n. 37, 1996,  pp. 98-119.
- (DE) Katarína Hradská, Vorgeschichte der slowakischen Transporte nach Theresienstadt, in Theresienstädter Studien und Dokumente, traduzione di Magdalena Hennerová, n. 3, 1996,  pp. 82-97.
- Owen V. Johnson, Židovská komunita na Slovensku medzi ceskoslovenskou parlamentnou demokraciou a slovenským štátom v stredoeurópskom kontexte, Eduard Nižnanský (Prešov, Slovakia: Universum, 1999), 292 pp., 200 crowns (Slovak)., in Holocaust and Genocide Studies, vol. 19, n. 2, 2005,  pp. 314-317, DOI:10.1093/hgs/dci033.
- (SK) Ivan Kamenec, Fenomén korupcie v procese tzv. riešenia "židovskej otázky" na Slovensku v rokoch 1938–1945, in Forum Historiae, vol. 5, n. 2, 2011,  pp. 96-112, ISSN 1337-6861 (WC · ACNP). URL consultato il 17 dicembre 2019 (archiviato dall'url originale il 6 ottobre 2018).
- Eduard Nižňanský, On Relations between the Slovak Majority and Jewish Minority During World War II, in Yad Vashem Studies, vol. 42, n. 2, 2014,  pp. 47-90, ISSN 0084-3296 (WC · ACNP).
- Nina Paulovičová, Holocaust Memory and Antisemitism in Slovakia: The Postwar Era to the Present, in Antisemitism Studies, vol. 2, n. 1, Indiana University Press, 2018,  pp. 4-34, DOI:10.2979/antistud.2.1.02.
- James Mace Ward, "People Who Deserve It": Jozef Tiso and the Presidential Exemption, in Nationalities Papers, vol. 30, n. 4, 2002,  pp. 571-601, DOI:10.1080/00905992.2002.10540508, ISSN 1465-3923 (WC · ACNP).
- Nina Paulovičová, Rescue of Jews in the Slovak State (1939–1945), Edmonton, University of Alberta, 2012, DOI:10.7939/R33H33.
- (CS) Daniel Putík, Slovenští Židé v Terezíně, Sachsenhausenu, Ravensbrücku a Bergen-Belsenu, 1944/1945, Prague, Charles University, 2015. URL consultato il 4 ottobre 2023 (archiviato dall'url originale il 23 febbraio 2020).

### Encyclopedia of Camps and Ghettos
Encyclopedia of Camps and Ghettos, su ushmm.org.

#### Volume 2
- (EN) Laura Crago, Ghettos in German-Occupied Eastern Europe, in Geoffrey P. Megargee, Dean Martin (a cura di), Encyclopedia of Camps and Ghettos, 1933–1945, vol. 2, Bloomington, United States Holocaust Memorial Museum, 2012,  pp. 604-609, ISBN 978-0-253-00202-0.
- (EN) Laura Crago, Ghettos in German-Occupied Eastern Europe, in Geoffrey P. Megargee, Dean Martin (a cura di), Encyclopedia of Camps and Ghettos, 1933–1945, vol. 2, Bloomington, United States Holocaust Memorial Museum, 2012,  pp. 623-626, ISBN 978-0-253-00202-0.
- (EN) Laura Crago, Ghettos in German-Occupied Eastern Europe, in Geoffrey P. Megargee, Dean Martin (a cura di), Encyclopedia of Camps and Ghettos, 1933–1945, vol. 2, Bloomington, United States Holocaust Memorial Museum, 2012,  pp. 636-639, ISBN 978-0-253-00202-0.
- (EN) Robert Kuwałek e Martin Dean, Ghettos in German-Occupied Eastern Europe, in Geoffrey P. Megargee, Dean Martin (a cura di), Encyclopedia of Camps and Ghettos, 1933–1945, vol. 2, Bloomington, United States Holocaust Memorial Museum, 2012,  pp. 639-643, ISBN 978-0-253-00202-0.
- (EN) Laura Crago, Ghettos in German-Occupied Eastern Europe, in Geoffrey P. Megargee, Dean Martin (a cura di), Encyclopedia of Camps and Ghettos, 1933–1945, vol. 2, Bloomington, United States Holocaust Memorial Museum, 2012,  pp. 654-657, ISBN 978-0-253-00202-0.
- (EN) Robert Kuwałek, Ghettos in German-Occupied Eastern Europe, in Geoffrey P. Megargee, Dean Martin (a cura di), Encyclopedia of Camps and Ghettos, 1933–1945, vol. 2, Bloomington, United States Holocaust Memorial Museum, 2012,  pp. 672-674, ISBN 978-0-253-00202-0.
- (EN) Laura Crago, Ghettos in German-Occupied Eastern Europe, in Geoffrey P. Megargee, Dean Martin (a cura di), Encyclopedia of Camps and Ghettos, 1933–1945, vol. 2, Bloomington, United States Holocaust Memorial Museum, 2012,  pp. 678-682, ISBN 978-0-253-00202-0.
- (EN) Laura Crago, Ghettos in German-Occupied Eastern Europe, in Geoffrey P. Megargee, Dean Martin (a cura di), Encyclopedia of Camps and Ghettos, 1933–1945, vol. 2, Bloomington, United States Holocaust Memorial Museum, 2012,  pp. 684-688, ISBN 978-0-253-00202-0.
- (EN) Laura Crago e Joseph Robert White, Ghettos in German-Occupied Eastern Europe, in Geoffrey P. Megargee, Dean Martin (a cura di), Encyclopedia of Camps and Ghettos, 1933–1945, vol. 2, Bloomington, United States Holocaust Memorial Museum, 2012,  pp. 688-691, ISBN 978-0-253-00202-0.
- (EN) Andrea Löw e Laura Crago, Ghettos in German-Occupied Eastern Europe, in Geoffrey P. Megargee, Dean Martin (a cura di), Encyclopedia of Camps and Ghettos, 1933–1945, vol. 2, Bloomington, United States Holocaust Memorial Museum, 2012,  pp. 699-701, ISBN 978-0-253-00202-0.
- (EN) Martin Dean, Ghettos in German-Occupied Eastern Europe, in Geoffrey P. Megargee, Dean Martin (a cura di), Encyclopedia of Camps and Ghettos, 1933–1945, vol. 2, Bloomington, United States Holocaust Memorial Museum, 2012,  pp. 703-705, ISBN 978-0-253-00202-0.

#### Volume 3
- Vanda Rajcan, Madeline Vadkerty e Ján Hlavinka, Camps and Ghettos under European Regimes Aligned with Nazi Germany, in Geoffrey P. Megargee, White Joseph R., Hecker Mel (a cura di), Encyclopedia of Camps and Ghettos, vol. 3, Bloomington, United States Holocaust Memorial Museum, 2018,  pp. 842-852, ISBN 978-0-253-02373-5.
- Vanda Rajcan, Camps and Ghettos under European Regimes Aligned with Nazi Germany, in Megargee Geoffrey P., White Joseph R., Hecker Mel (a cura di), Encyclopedia of Camps and Ghettos, vol. 3, Bloomington, United States Holocaust Memorial Museum, 2018,  pp. 854-855, ISBN 978-0-253-02373-5.
- Eduard Nižňanský, Vanda Rajcan e Ján Hlavinka, Camps and Ghettos under European Regimes Aligned with Nazi Germany, in Megargee Geoffrey P., White Joseph R., Hecker Mel (a cura di), Encyclopedia of Camps and Ghettos, traduzione di Kramarikova Marianna, vol. 3, Bloomington, United States Holocaust Memorial Museum, 2018,  pp. 874-877, ISBN 978-0-253-02373-5.
- Vanda Rajcan, Camps and Ghettos under European Regimes Aligned with Nazi Germany, in Megargee Geoffrey P., White Joseph R., Hecker Mel (a cura di), Encyclopedia of Camps and Ghettos, vol. 3, Bloomington, United States Holocaust Memorial Museum, 2018,  pp. 878-880, ISBN 978-0-253-02373-5.
- Eduard Nižňanský, Vanda Rajcan e Ján Hlavinka, Camps and Ghettos under European Regimes Aligned with Nazi Germany, in Megargee Geoffrey P., White Joseph R., Hecker Mel (a cura di), Encyclopedia of Camps and Ghettos, traduzione di Kramarikova Marianna, vol. 3, Bloomington, United States Holocaust Memorial Museum, 2018,  pp. 881-883, ISBN 978-0-253-02373-5.
- Vanda Rajcan, Camps and Ghettos under European Regimes Aligned with Nazi Germany, in Megargee Geoffrey P., White Joseph R., Hecker Mel (a cura di), Encyclopedia of Camps and Ghettos, vol. 3, Bloomington, United States Holocaust Memorial Museum, 2018,  pp. 889-890, ISBN 978-0-253-02373-5.

### Web
- Renee Ghert-Zand, First transport of Jews to Auschwitz was 997 young Slovak women and teens, in Times of Israel, 2 gennaio 2020. URL consultato il 4 gennaio 2020.
- (DE) Wolf Oschlies, Aktion David — Deportation von 60.000 slowakischen Juden, su Zukunft braucht Erinnerung, 12 aprile 2007. URL consultato il 13 dicembre 2019.

### Approfondimenti
- (EN) Heather Dune Macadam, 999: The Extraordinary Young Women of the First Official Jewish Transport to Auschwitz, New York, Kensington Publishing Corporation, 2019, ISBN 978-0-8065-3936-2.